# سونر جاغابتاي
سونر جاغابتاي (بالتركية: Soner Çağaptay)‏ هو خبير علوم سياسية تركي- اميركي مقيم في الولايات المتحدة حيث يعمل كمدير برنامج الأبحاث التركية بمعهد واشنطن لسياسة الشرق الأدنى. جاغابتاي خبير في قضايا مختلفة بما فيها العلاقات التركية- الأمريكية والسياسة التركية والقومية التركية.

## الدراسة
حصل جاغابتاي على شهادة دكتوراه من جامعة يال الأمريكية عام 2003 وتمحورت أطروحته حول القومية التركية.
بالإضافة إلى اللغة الإنكليزية، يستخدم جاغابتاي اللغة الفرنسية والألمانية والإسبانية والبوسنية والعبرية والاذرية والتركية العثمانية كلغات بحوثه.

## المهنة
جاغابتاي هو زميل في معهد واشنطن برعاية عائلة باير. برنامج الأبحاث التركية أصبح مركزا مؤثرا في واشنطن منذ تأسيسه عام 1995، كما يجري بحوث مهمة ويستضيف شخصيات خبيرة في مجالات مختلفة للتحدّث عن مواضيع متعلّقة بالشأن التركي. ويصدر المركز منشورات مثل «المرصد السياسي» و «ملاحظات سياسية» ومقالات متنوعة.

## العمل الاكاديمي
دكتور كاغبتي سبق أن درس في جامعة برينستون وجامعة يال وجامعة جورجتاون وايضاً في كلية سميث للشرق الأوسط ومنطقة البحر الأبيض المتوسط وشرق أوروبا. من عام 2006 – 2007 شغل منصب أستاذ «ارتغون» في قسم دراسات الشرق الادنى التابع لجامعة برينستون.
دكتور كاغبتي هو حاليا أستاذ زائر في كلية «أدمند أ. والش» للخدمة الخارجية في جامعة جورجتون.

## المناصب الشرفية والمنح
حصل دكتور كاغبتي على أوسمة ومنح ومناصب عديدة مثل منصب رئيس برنامج البحوث التركية المتقدم في وزارة الخارجية الاميركية.

## في الاعلام
دكتور كاغبتي كتب كثيراً عن العلاقات بين تركيا وأميركا وسياسة تركيا الداخلية والقومية التركية. بالإضافة إلى ذلك، نشر دكتور كاغبتي مقالات متعددة في مجلات وجرائد اميريكية ودولية مثل وول ستريت جورنال ونيو يورك تايمز وحریت التركية، وهو يظهر احياناً في الاعلام ويحضر جلسات الكونغرس الأمريكي.